# Juli Disla
Juli Disla (Aldaia, 1976) és un autor valencià. Destaquen les seves obres La ràbia que em fas (2008) XXXVI Premi de Teatre Ciutat d’Alcoi, A poqueta nit (1998) Premi Micalet i Premio Ciudad de la Laguna, Swimming pool (2000) nominada als Premis Max 2005 com a millor text en català, Conxín, l'elegida (2002) Premi de Teatre Ciutat de València 2002 i Happy (2008) entre d'altres.
En teatre infantil ha publicat obres com Castigats (2000) Premi Xaro Vidal de Teatre Infantil, Paraules a les butxaques (2001), Tris Tras Trus, una història de sentits (2006) i Malos y malditos (2008) entre d'altres. Ha participat en l'escriptura d’obres teatrals amb diversos autors en Cotxes (1999), Un de sol (1999), Dies d’ensalada (2000), Construyendo a Verónica (2006) o T’espere baix (2007) i en la realització de peces curtes, adaptacions, versions i guions per a televisió com ara Autoindefinits, Maniàtics i Check-in Hotel per a Canal 9.
Var participar en The Royal Court Residency de Londres l’any 2000, en Panorama Sur l’any 2010, obté una beca Iberescena a Mèxic l’any 2012 i realitza una residència artística a Valparaíso (Xile) l’any 2013.
Funda la companyia Combinats (1997-2006) i posteriorment crea la seua pròpia companyia Pérez&Dislades de 2011 fins l’actualitat. També és actor i enteatre treballa per a les companyies La Pavana, Moma Teatre, Tornaveu, Ring de Teatre, Bramant, Teatres de la Generalitat-Culturarts i Dramatúrgia 2000 entre d'altres. En televisió treballa com a actor i guionista per a diverses sèries de RTVV